# Ailbert d'Antoing
Ailbert d'Antoing, né vers 1075 et mort le 19 mars 1123, est un religieux du XIIe siècle qui fut à l'origine de plusieurs abbayes : abbaye Saint-Nicolas-des-Prés de Tournai, abbaye de Rolduc, abbaye de Clairfontaine. Le processus en vue de son éventuelle canonisation a été lancé en 2000.

## Biographie
Ailbert (ou Albert) d'Antoing nait vers 1075. Il est issu de la famille noble des Sires d'Antoing : il est le 3e fils d'Amaury (Armoricus) seigneur d'Antoing. Son frère ainé Sohier deviendra seigneur d'Antoing à la suite de son père. Son deuxième frère Alibert sera croisé. Ses deux autres frères l'accompagneront dans la fondation de l'abbaye de Rolduc.
Ailbert est d'abord éduqué par le chapitre d'Antoing, installé dans le château de son père et dépendant de l'Abbaye de Lobbes.
Il complète ses études à Tournai. Son nom y apparait pour la première fois en 1087 (parfois dénommé Elbertus, Eilbertus, Gilbertus). Il y est chanoine de la cathédrale de 1087 à 1093, chantre et donc responsable de la liturgie en 1094-1095 puis écolâtre.
Devenu prêtre, il se consacre totalement aux études, aux exercices de piété et à la charité. Il s'attire rapidement une certaine célébrité.
Ailbert consacre une partie de ses revenus à faire bâtir, vers 1100, une chapelle sur la colline Saint Mard ou Saint Médard à Tournai, chapelle qui devait donner lieu plus tard à la fondation d'un monastère de chanoines réguliers, l'Abbaye Saint-Nicolas-des-Prés de Tournai, sous l'impulsion d'un dénommé Monin.
En 1104, Adelbert de Sopenbergh (ou Adalbert comte de Saffenberg) lui donne un terrain à Rolduc pour qu'il y fonde une maison religieuse. Ailbert s'exécute dans les années suivantes. À cette fin il utilise ses connaissances en architecture qui semblent réelles et déjà utilisées pour construire la chapelle de Saint Médard. 
Cette version prosaïque complète celle donnée par Simon Pierre Ernst selon lequel Ailbert aurait eu une vision mystique d'un lieu précis ce qui l'aurait poussé à tout quitter pour rechercher cet endroit. Il serait donc parti accompagné de deux de ses frères Thyemon (mort à Rolduc vers 1111,) et Walger (mort vers 1108 lors d'un pèlerinage en Terre sainte) parcourir le pays entre la Meuse et le Rhin jusqu'à identifier l'endroit à Rolduc où il reçut une parcelle de terre du Comte local.
Le terrain était en grande partie inculte comme souvent dans ce genre de situation, les religieux ayant mission de les rendre fertiles. Ailbert se met à la tâche. "Les seigneurs du lieu recherchaient autant son amitié que ses prières". Ailbert pratique également la charité notamment lors des périodes de disette, comme deux ans après son arrivée à Rolduc, considérant que mieux valait soulager les misères des indigents qu'édifier de beaux édifices à Dieu. Cette ouverture aux autres valait également à l'égard des étrangers.
Le religieux mène une vie austère faite de jeûnes, de régime alimentaire pauvre, de prières, de veilles, de tenues les plus simples voire rigoureuses (port du cilice). Informé de cette pieuse attitude, l'évêque d'Utrecht, Bouchard de Lechsgemund, vient lui proposer un poste dans son diocèse avec de confortables revenus. Ailbert refuse.
En 1111, en désaccord avec un religieux sur l'orientation à donner à l'institution, Ailbert préfère s'en aller plutôt que compromettre l'avenir de celle ci. Il se rend en Thiérache où il fonde l'abbaye de Clairfontaine près de Vervins.
Vers 1122, Ailbert décide de retourner à Rolduc pour constater ce que devenait sa fondation. Il n'y parvint jamais. Il décide d'abord d'aller rendre visite à des amis et tombe malade en chemin.
Il meurt à Echten (aujourd'hui Sechtem, hameau de la commune de Bornheim) près de Bonn le 19 mars 1123. Il avait souhaité être enterré à l'abbaye de Rolduc mais les habitants frappés par "quelques prodiges" survenus lors de sa mort s'y opposèrent et l'inhumèrent dans une chapelle du lieu. 
En 1895, son corps est ramené à Rolduc pour être déposé dans la crypte où son sarcophage demeure de nos jours.
En 2000, l'archevêque de Cologne a lancé le processus de béatification éventuelle d'Ailbert.

## Abbayes

### Abbaye de Saint Nicolas des Prés
Ailbert établit vers 1100 une église sur la colline Saint-Médard à Tournai. Cette église sera la base de la future Abbaye Saint-Nicolas-des-Prés de Tournai qui à ses débuts accueillit une partie des chanoines du chapitre de Saint Médard dont le nombre avait beaucoup augmenté.

### Abbaye de Rolduc
L'abbaye de Rolduc fondée par Ailbert et ses frères en 1104 fut d'abord une chapelle en bois. La piété d'Ailbert lui attira la faveur du Comte et des autres seigneurs du lieu qui multiplièrent les donations. Elle attira également la population locale. 
En 1106, un noble et riche seigneur dote Ailbert de plusieurs biens qui permettent de construire la crypte qui se trouve sous l'église de l'abbaye, (l'église elle-même ne fut construite que bien plus tard) et de mettre en place les fondements d'un monastère. La crypte fut consacrée le 13 décembre 1108 par l'évêque de Liège, Otbert, en présence de l'archevêque de Trèves, Bruno de Bretten, et des seigneurs locaux. L'évêque et les comtes de Saffenberg accordèrent à l'abbaye plusieurs privilèges : possession des biens, droit de justice sur leurs possessions, droit de prêcher la parole de Dieu, droit d'élire leur supérieur, droit de conférer certains sacrements... 
Confronté à un désaccord avec un des moines sur l'avenir du monastère, en 1111, Ailbert préféra quitter l'abbaye plutôt que d'envenimer les choses. Désormais l'histoire du monastère allait s'écrire sans Ailbert (voir Abbaye de Rolduc).

### Abbaye Saint Nicolas de Clairfontaine
Quittant Rolduc en 1111, Ailbert arrive en Thiérache, dans le diocèse de Laon. Le seigneur du lieu Gui de Guise lui donne un terrain dans une forêt. Ailbert y fonde un nouvel établissement qui allait devenir l'abbaye de Clairfontaine.